# Kempadenahalli, Chintamani
Kempadenahalli là một làng thuộc tehsil Chintamani, huyện Chikkaballapur, bang Karnataka, Ấn Độ.